# Église Saint-Éloi du Perray-en-Yvelines
Pour les articles homonymes, voir Église Saint-Éloi.
L’église Saint-Éloi est une église catholique située au Perray-en-Yvelines, dans le département français des Yvelines.

## Historique

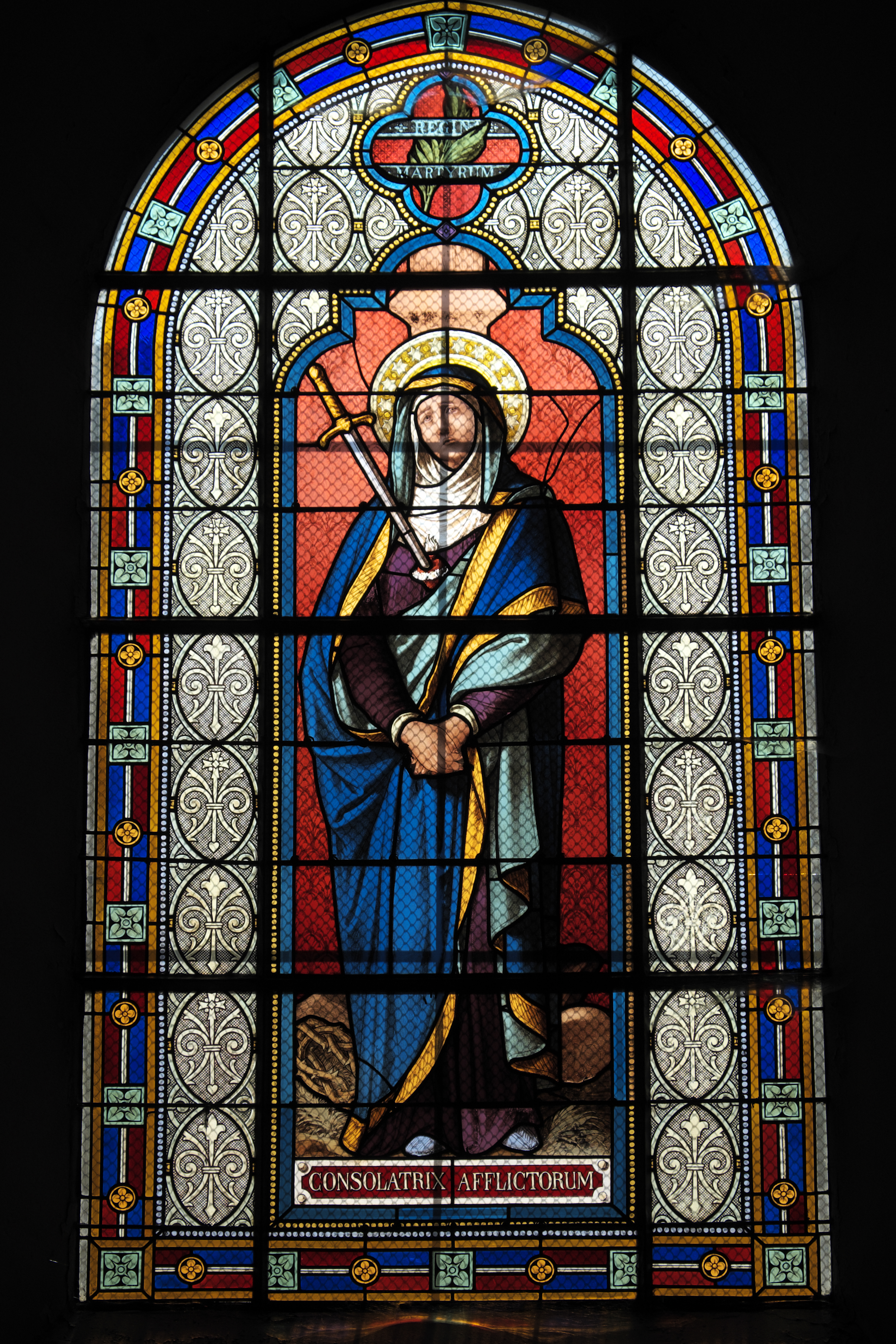
Perray-en-Yvelines - Église Saint-Éloi - Vitrail.

Un cartulaire atteste la présence d'un lieu de culte à cet endroit en 1238. Toutefois, la paroisse n'est érigée que le 7 novembre 1242 par Aubry Le Cornu, évêque de Chartres.
L'église date probablement de la seconde moitié du XIIIe siècle, mais les bases du clocher semblent remonter au XIIe siècle et seraient en effet les vestiges d'un plus ancien édifice.
Le clocher a été restauré en 1779, rehaussé de dix mètres en 1818, puis ramené à vingt mètres en 1836.
Des travaux menés en 2022 ont restauré les parements et des couvertures, consolidés les charpentes et vestiges archéologiques, et refait les enduits extérieurs.

## Architecture

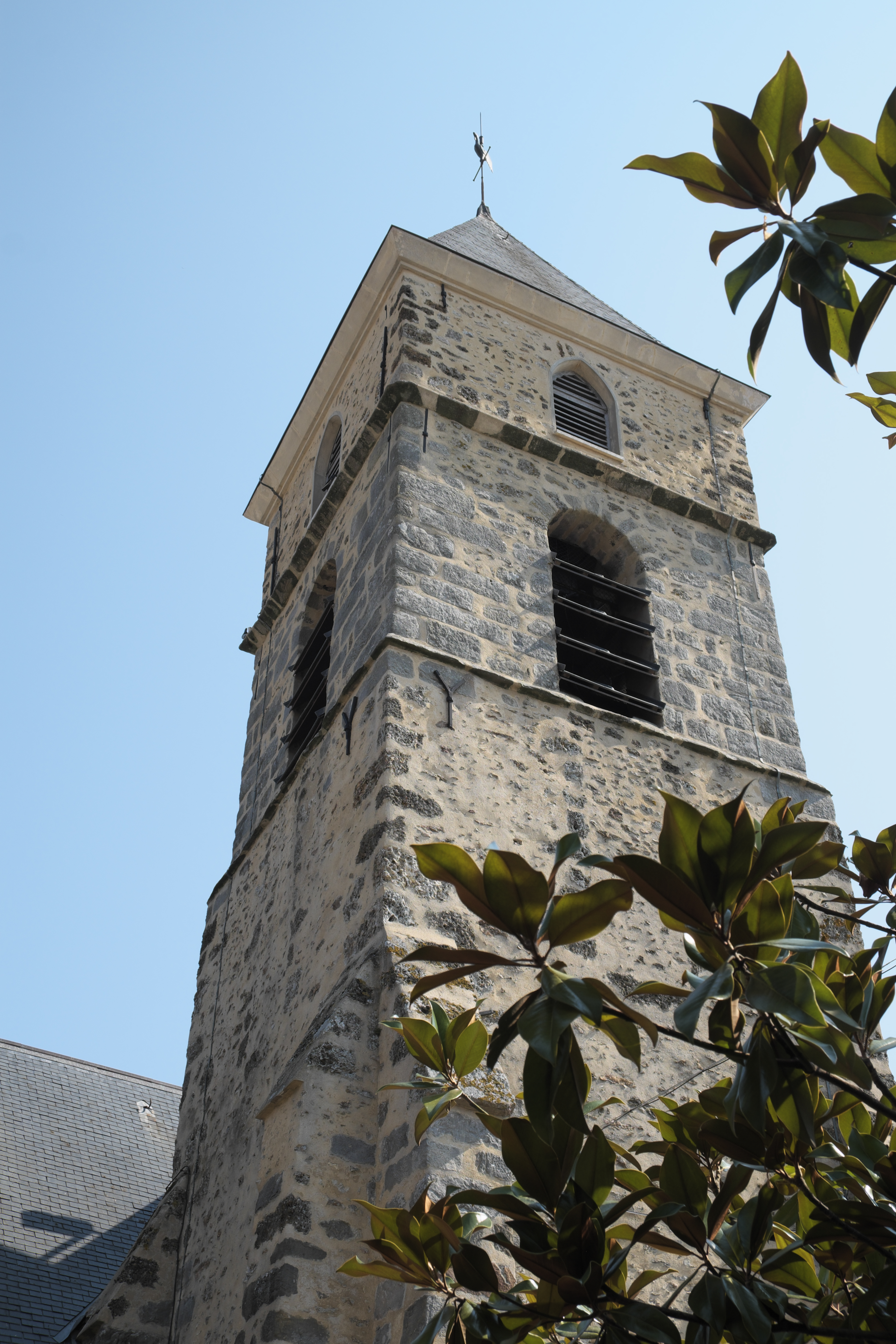
Perray-en-Yvelines - Église Saint-Éloi.

On y trouve dans les combles d'une chapelle les vestiges d’une voute lambrissée d'un type architectural que le reste de l'édifice a perdu.

## Mobilier

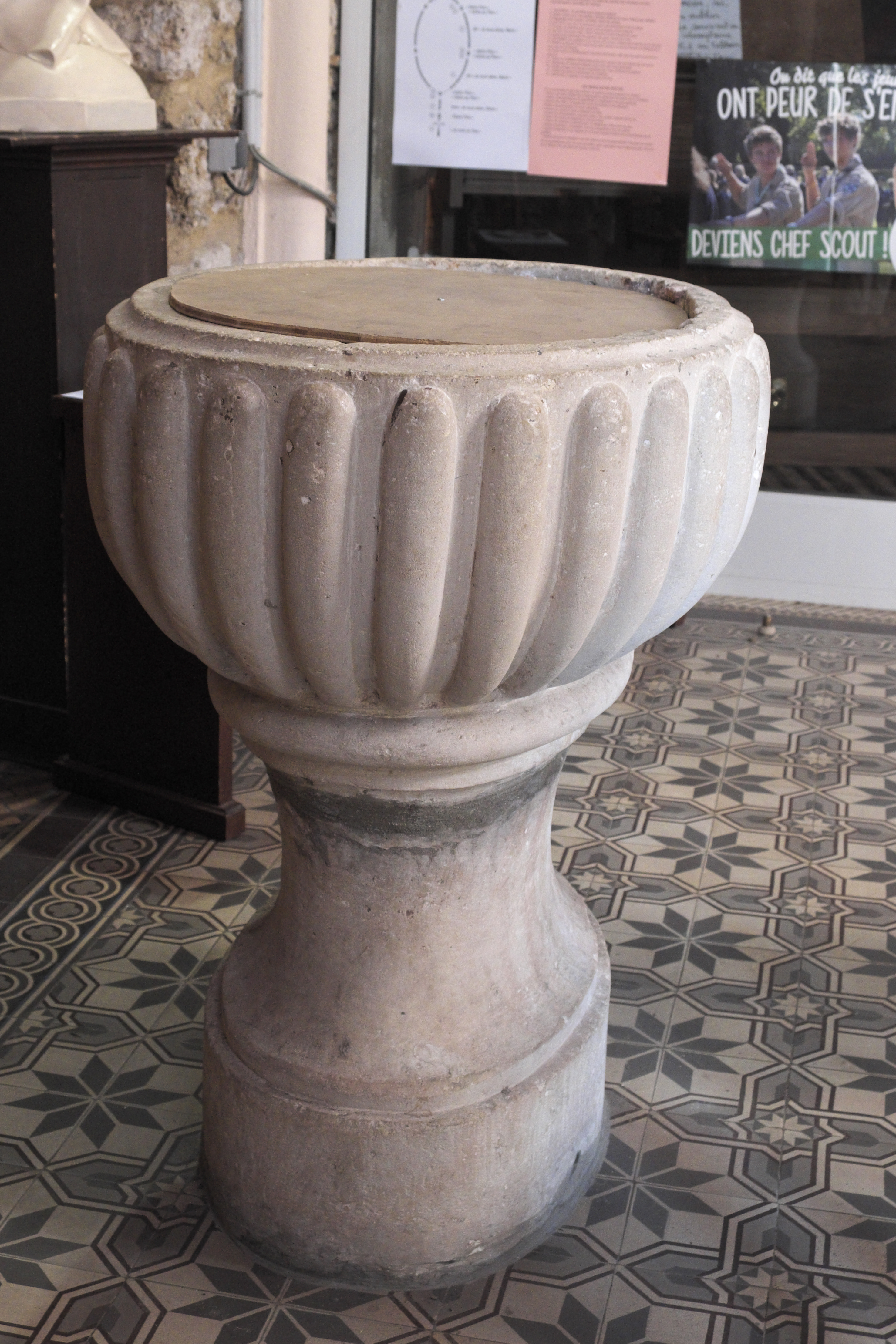
Perray-en-Yvelines - Église Saint-Éloi - Fonts baptismaux.

Elle est ornée d'une toile de Gabriel Girodon, Le Golgotha, 1932.
Le calice et la patène sont classés, ainsi que d'autres objets liturgiques.
On y trouve aussi la statue d'un évêque ainsi qu'une Vierge à l'Enfant.
Les vitraux datent de la fin du XIXe siècle,.